# Racek chechtavý
Racek chechtavý (Chroicocephalus ridibundus) je menší druh racka, který hnízdí v holarktické oblasti od Kamčatky přes Sibiř po západní Evropu; ve 20. století se rozšířil i na Island, do Grónska a východní části Severní Ameriky. Jedná se o početný druh s globální populací odhadovanou na 4,8–8,9 milionu jedinců (2015). Od 70. let 20. století však dochází v řadě evropských zemí k poklesu stavů. V Česku početnost racka chechtavého mezi lety 1973–2011 poklesla asi o 90 %. Důvody nejsou zcela jednoznačné, patrně se bude jednat o kombinaci faktorů, jako je ztráta potravních příležitostí, změna obhospodařování rybníků nebo chemické znečištění životního prostředí.
Racek chechtavý má štíhlou postavu, červené nohy, bílé břicho, ocas a hrdlo. Křídla jsou svrchu světle šedá, spodní strana konců křídel je černá. V zimě má bílou hlavu s tmavým příuším. V létě je pro něj typická tmavě hnědá maska, která s příchodem zimy mizí. Obě pohlaví jsou zbarvena stejně. Mladí ptáci mají nahnědlá křídla, tmavý ocas a v létě méně viditelné hnědé opeření na hlavě. Živí se různými druhy vodního a suchozemského hmyzu, žížalami i mořskými bezobratlými živočichy. Mohou se uchylovat ke kleptoparazitismu. 
Hnízdí v koloniích v těsné blízkosti poklidných vodních ploch nebo přímo na nich. Pát racků utváří monogamní, často dlouholeté svazky. Samice klade 1–3 vejce, rodičovská péče je sdílená. Rackové chechtaví jsou v obraně svých kolonií agresivní a na veškeré vetřelce se za hlasitého pokřiku vášnivě snáší, čehož využívá řada jiných druhů vodních ptáků (vrubozobí, rybáci aj.), kteří s oblibou hnízdí v bezprostřední blízkosti racků chechtavých, což je účinná antipredační strategie. 

## Systematika
Za popisnou autoritu druhu se považuje švédský přírodovědec Carl Linné, který racka chechtavého pod názvem Larus ridibundus zařadil do 12. vydání Systema naturae z roku 1766. Do rodu Larus byl racek chechtavý často zařazován až někdy do roku 2005, kdy vyšla fylogenetická studie poukazující na polyfyletický původu skupiny Larus. Racek chechtavý byl přeřazen do rodu Chroicocephalus, což je rod menších až středně velkých racků sdružující racčí druhy z celého světa.
Nejbližším příbuzným racka chechtavého je racek hnědohlavý (Chroicocephalus brunnicephalus). Ve starších zdrojích se uvádí poddruh racka chechtavého subsp. sibricus ze severovýchodní Sibiře; avšak moderní taxonomisté jej neuznávají a považují racka chechtavého za monotypický taxon. Druhové jméno ridibundus pochází z latiny, ve které doslova znamená „chechtavý“ (ridere = „smát se“).

## Popis

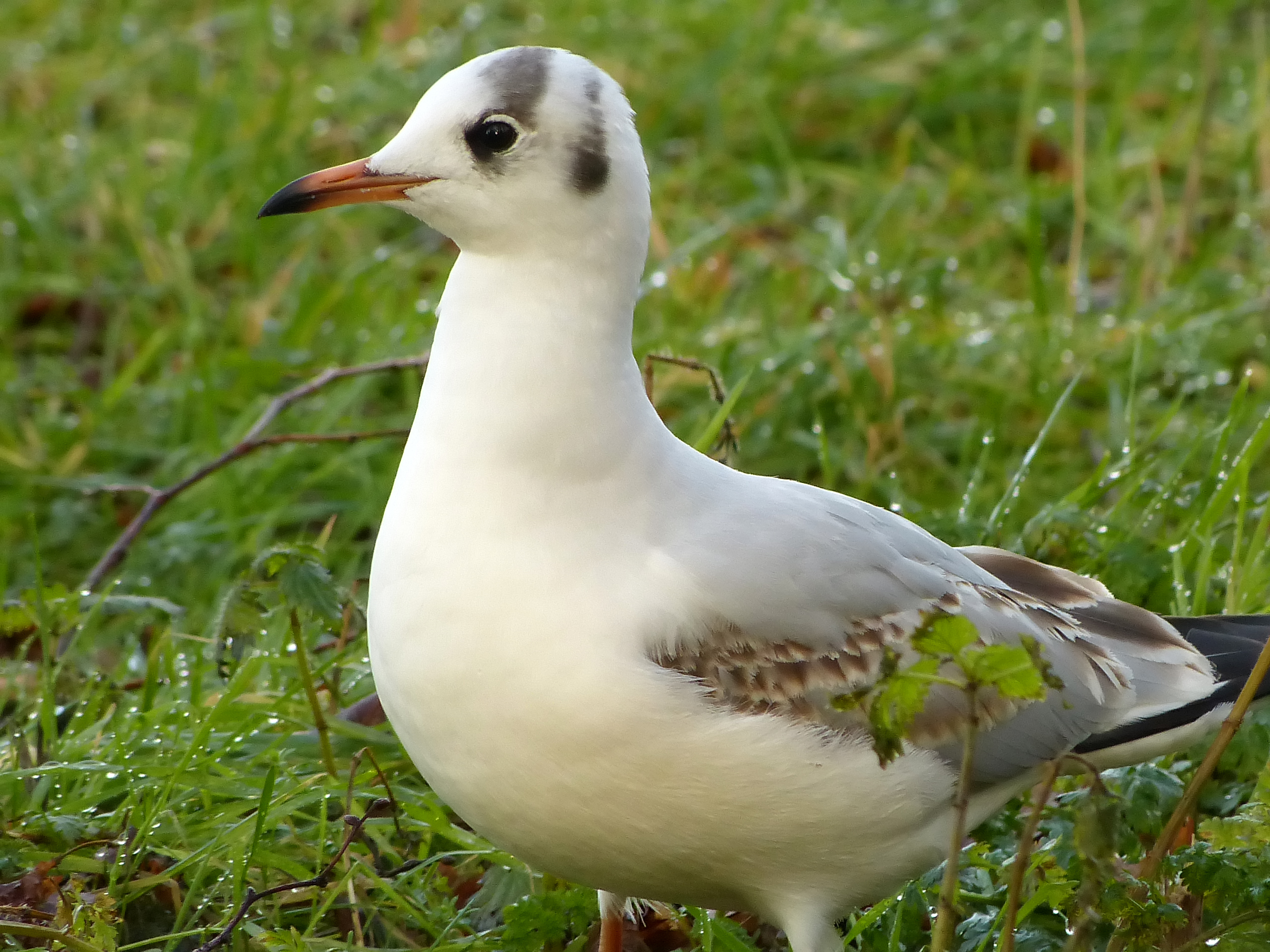
Šat první zimy

Racek chechtavý patří se svou délkou 34–39 cm a váhou 225–350 g mezi menší druhy racků. Rozpětí křídel se pohybuje v rozmezí 100–110 cm. Racek chechtavý má špičatá, dlouhá křídla, malou hlavu, dlouhý krk a krátký ocas. Podobně jako u dalších druhů menších racků, i u racka chechtavého se rozlišují dvě věkové skupiny opeření: do 1. roku (juvenilní šat, šat první zimy a šat prvního léta) a od 1. roku dále (dospělý šat zimní a letní). Obě pohlaví jsou zbarvena stejně.

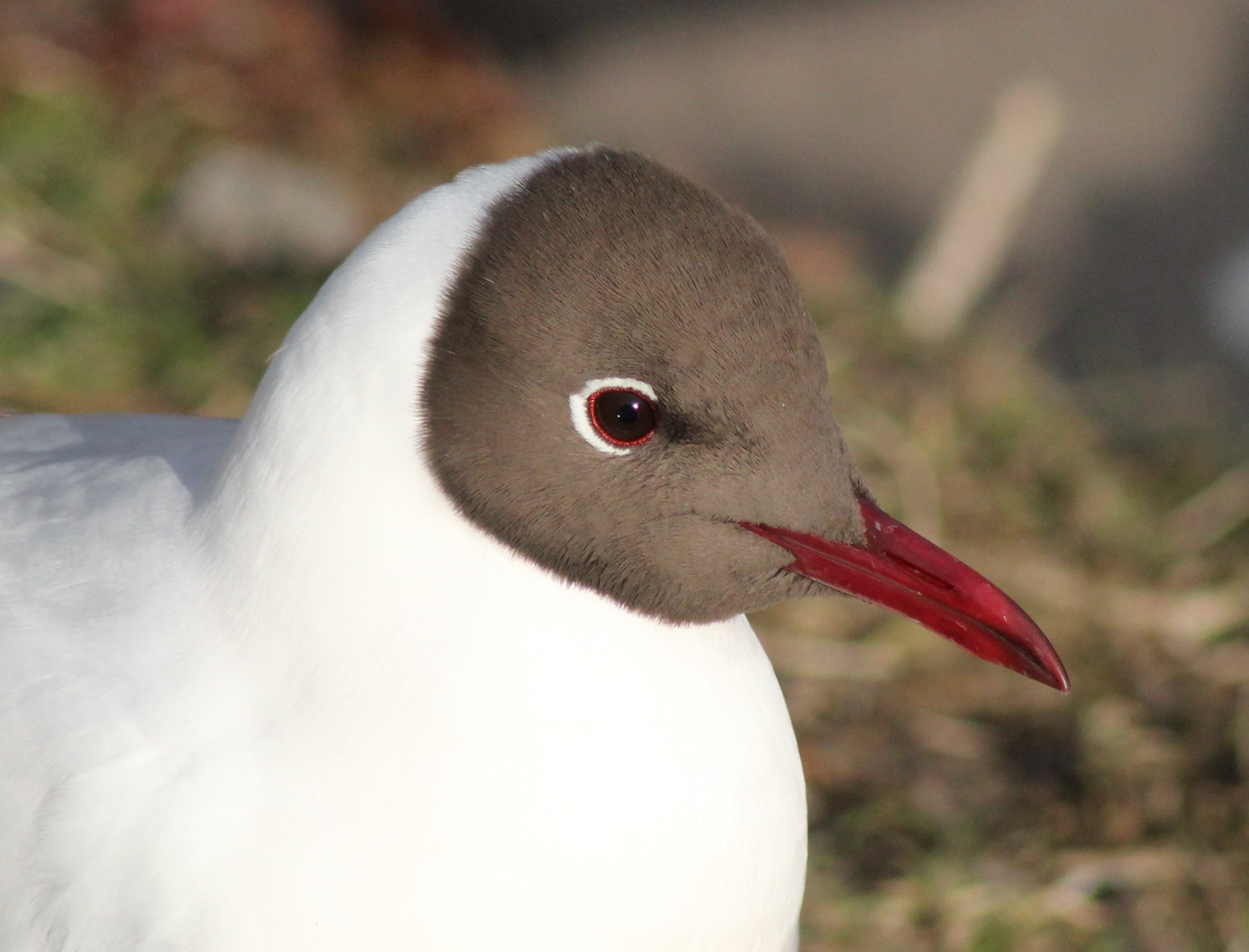
Detail tmavě hnědé masky dospělce v letním šatu

Šat prvního roku se vyznačuje variabilními odstíny hnědé a šedé, přičemž konečky křídel působí černě. Letní juvenilní šat (zhruba od poloviny června do srpna) mláděte má zrzavou či nahnědlou hlavu a hruď. Šíje a lopatky jsou tmavě hnědé až červenohnědé s peřím světlých okrajů. Krovky jsou šedé, přes střední krovky se táhne hnědě skvrnitý pruh, tzv. karpální páska. Ramenní letky jsou tmavé se světlými okraji. Vnější letky jsou bílé s nepravidelnou příměsí černé. Velké ruční krovky jsou bílé, občas s nevýrazným tmavším pruhováním. Ocas je bílý s černou páskou ve spodní části. Zobák je žlutavě masový s tmavým koncem, nohy jsou také žlutavě masové. Šat první zimy (zhruba od září do dubna) zůstává na křídlech, ocasu, nohou i zobáku stejně zbarvený jako v šatě letním, avšak hlava a tělo nabírají podobu dospělce v zimě. Šat prvního léta (zhruba od dubna do srpna) je podobný šatu první zimy, avšak řada jedinců má částečnou tmavou kápi různé intenzity, typicky méně výraznou než u dospělců. Hnědá na křídlech a na ocasu je vybledlá, často nejvíce koncem léta před prvním pelicháním. Kořen zobáku a nohy mají oranžovočervený nádech.
Dospělec má spodinu bílou, často s narůžovělým nádechem, horní část těla je šedá. Ocas je bílý, duhovky tmavé, zobák červený s černým koncem, nohy červené. Zobák se v určitém světle může z dálky jevit jako černý. Na konci spodní strany křídel se nachází tmavé pole. Zimní šat dospělce má bílou hlavu s tmavým příuším a různě tmavým stínováním na temeni a krku. Letní šat dospělce má výraznou hnědočernou masku, která z dálky působí spíše černě. Tato maska nezasahuje na šíji jako u racka černohlavého (Ichthyaetus melanocephalus). Oční kroužek je červený.

## Výskyt, populace a ohrožení
Racek chechtavý má holoarktický typ rozšíření. Hnízdí v mírném pásu Evropy a Asie od Velké Británie po Kamčatku a severní Japonsko. Do severní, jižní a západní Evropy přitom začal expandovat až od 19. století, hlavně pak v letech 1950–1980. Rozšíření hnízdního areálu druhu bývá dáváno do souvislosti s vhodnějším klimatem, sníženou mírou perzekuce (odstřel, sběr vajec), lepšími potravními příležitostmi i zlepšenou nabídkou hnízdních možností na nově budovaných nádržích. Ve 20. století rozšířil svůj areál dále k západu – zahnízdil na Islandu (1911), v Grónsku (1969) a v roce 1977 v Kanadě, kde nyní hnízdí na pobřeží Newfoundlandu a v oblasti zálivu Svatého Vavřince. Evropská populace racků chechtavých se od konce 19. století a hlavně v průběhu 20. století výrazně zvyšovala. Od 70. let 20. století však začal být v řadě evropských států zaznamenáván početní úbytek; jednalo se mj. o Švédsko, Finsko a Česko, od 80. let také o Nizozemsko, Dánsko, Litvu, Bulharsko i části Ruska nebo Spojeného království. Na snižování početnosti měla vliv řada faktorů spíše lokálního charakteru, které jsou podrobněji probírány v následující kapitole. Těžiště evropského rozšíření druhu se nachází v pobřežních oblastech a nížinaté rybniční krajině střední Evropy.
Populace ze severních oblastí jsou tažné, v ostatních končinách jsou částečně tažné nebo dochází k zimní disperzi. Řada ptáků táhne přezimovat na jih na atlantské pobřeží Evropy a do oblasti Středozemního moře, asijské populace zimují hlavně na severním pobřeží Tichého oceánu. Méně početně zimují v Africe severně od rovníku. Racek chechtavý vzácně, ale pravidelně zimuje i v oblasti Karibského moře, zatoulaní ptáci byli zjištěni až v severní Austrálii, jižní Africe, na Havajských ostrovech či Brazílii.
Mezinárodní svaz ochrany přírody hodnotí druh jako málo dotčený. V řadě evropských zemí včetně Česka racek chechtavý mezi lety cca 1980–2020 znatelně ubyl, avšak v některých jiných státech je populační trend druhu stabilizovaný nebo dokonce na vzestupu a druh se rozšířil v řadě nových oblastí včetně Severní Ameriky. Zdá se tak, že nové rozšíření druhu do jisté míry vybalancovalo místní úbytky, nicméně populační trend racka chechtavého je nejistý (neví se, jestli globální početnost stoupá nebo klesá). V roce 2015 se globální populace druhu odhadovala na 4,8–8,9 milionu dospělých jedinců, z čehož 4–5,97 milionů připadalo na Evropu. Globální populační trend může negativně ovlivnit ptačí chřipka, botulismus, ropné skvrny nebo znečištění prostředí chemikáliemi.

### Početnost a ohrožení v Česku

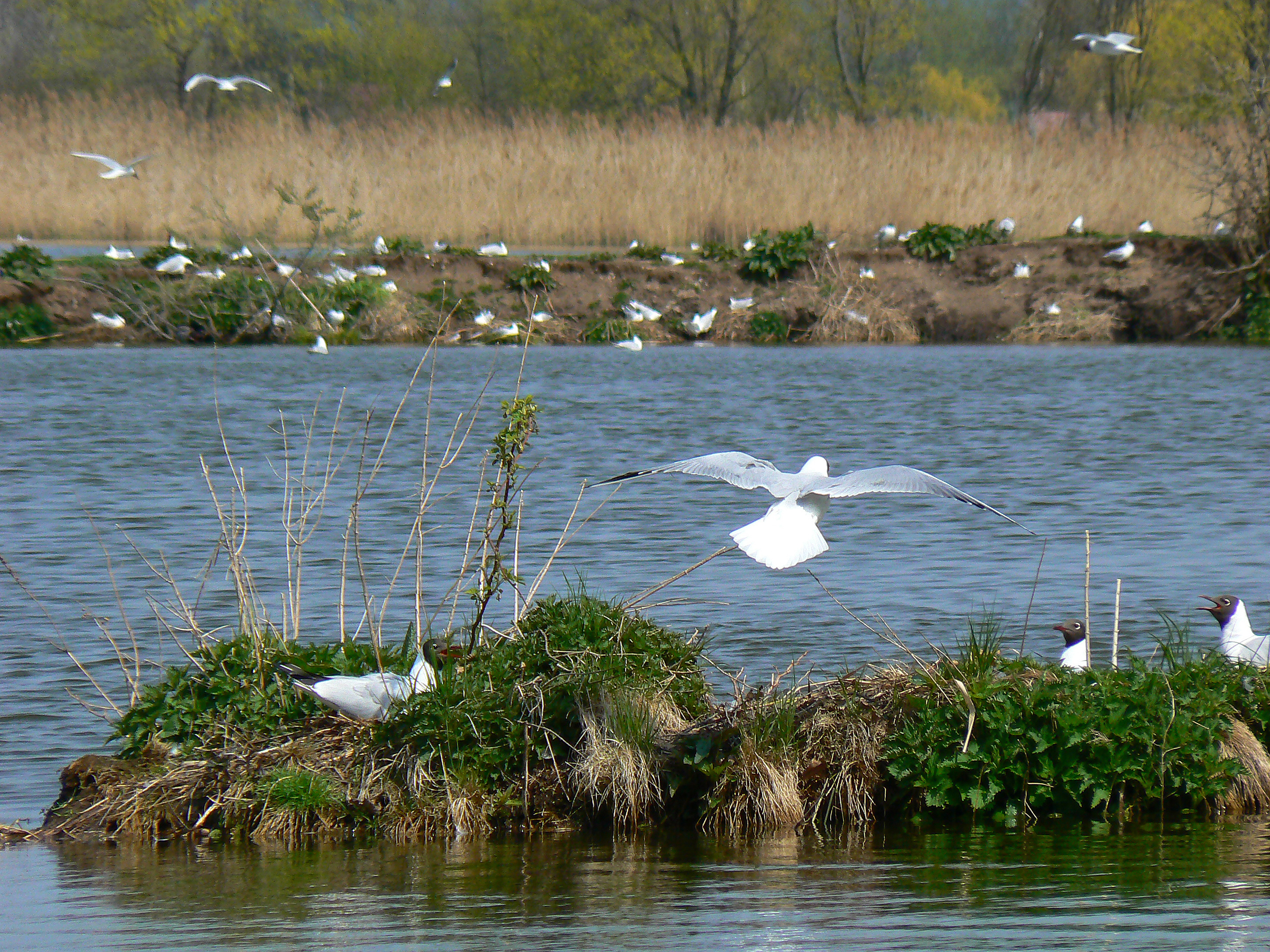
Kolonie racků chechtavých na Vrbenských rybnících

Podobně jako v řadě dalších končin střední Evropy, i na českém území hnízdí racek chechtavý hlavně v nížinaté krajině a oblastech s vysokým počtem rybníků a vodních nádrží. V případě vhodné vodní plochy může zahnízdit i ve výše položeném terénu, jako je vodní nádrž Lipno (730 m n. m.), která představuje vůbec nejvýše položenou hnízdní lokaci českých racků chechtavých. K tradičním a nejpočetnějším oblastem kolonií racků chechtavých patří jižní a východní Čechy, jižní a střední Morava a nížinné Slezsko.
Česká populace racků chechtavých začala prudce stoupat po roce 1945, kdy některé kolonie začaly početně přesahovat 10 000 párů. V letech 1973–1977 dosáhla populace českých racků chechtavých početního maxima s odhadem velikosti na 200 000–350 000 hnízdních párů, což ve své době představovalo kolem 30 % populace středoevropských racků (srv. s odhadem 4–5 tisíc párů pro Slovensko ve stejném období). Ještě v letech 1981–1986 hnízdilo jen na lednických rybnících kolem 20 až 50 tisíc párů, což dokonce přesahuje odhady celkové početnosti druhu na území Česka po roce 2020. Od 80. let 20. století se začala populace druhu v Česku zmenšovat.

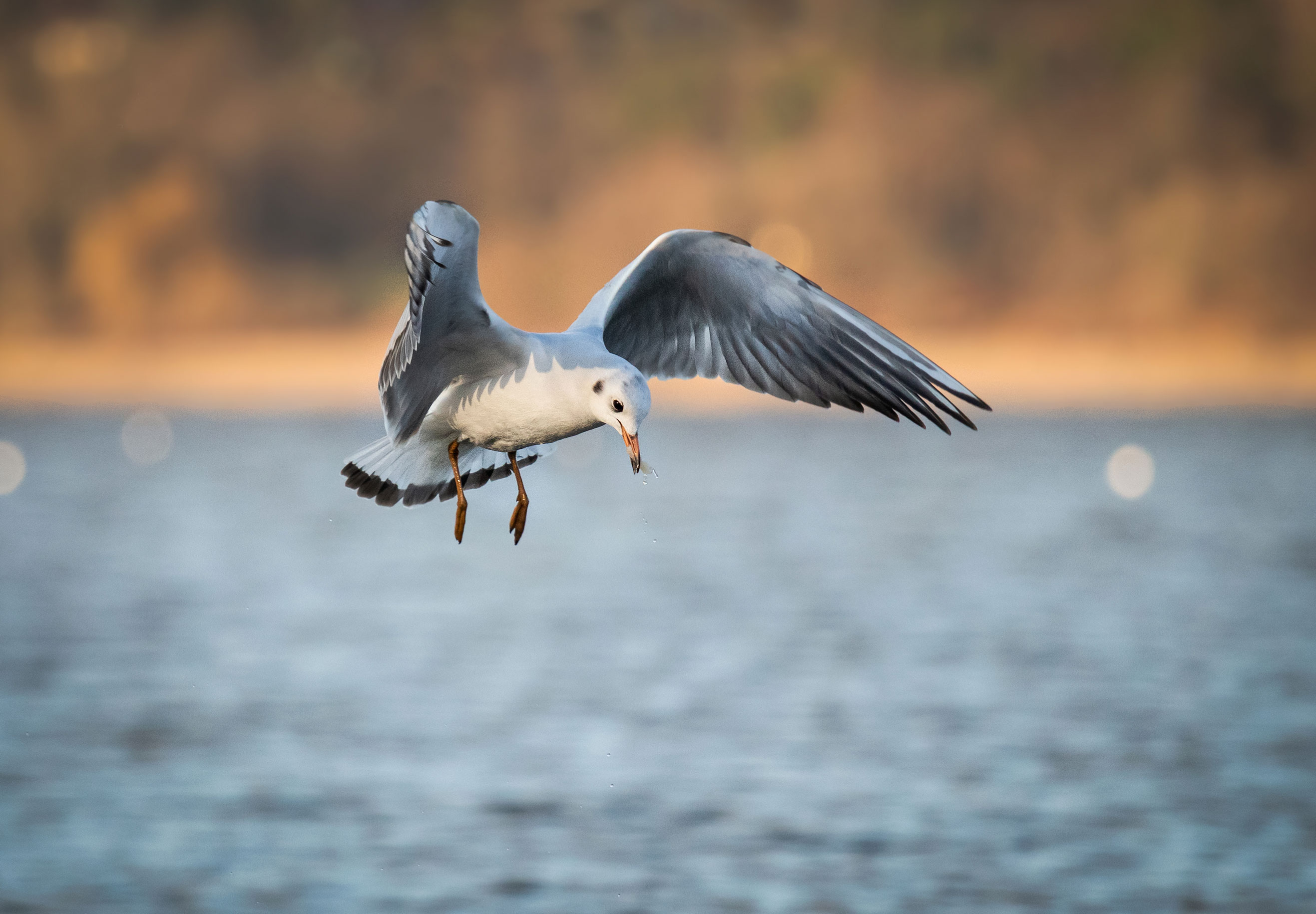
Juvenilní jedinec na Brněnské přehradě

V roce 1989 se počet hnízdících racků chechtavých na území Česka odhadoval na 80–150 tisíc párů, a v letech 2001–2003 to bylo již jen 50–100 tisíc párů a roku 2011 již snad jen 19 550 párů, což představovalo asi 90% pokles oproti stavu z let 1973–1977. Některé kolonie zmizely úplně, u jiných byly zaznamenány dramatické poklesy. Nové kolonie jsou v Česku zaznamenávány jen zřídka a typicky se jedná jen o dočasná hnízdiště malého množství párů. Český ornitolog Jiří Šebestian dokonce v roce 2022 prohlásil, že racek chechtavý je „v posledních dvaceti letech nejrychleji ubývající [ptačí] druh“ v Česku.

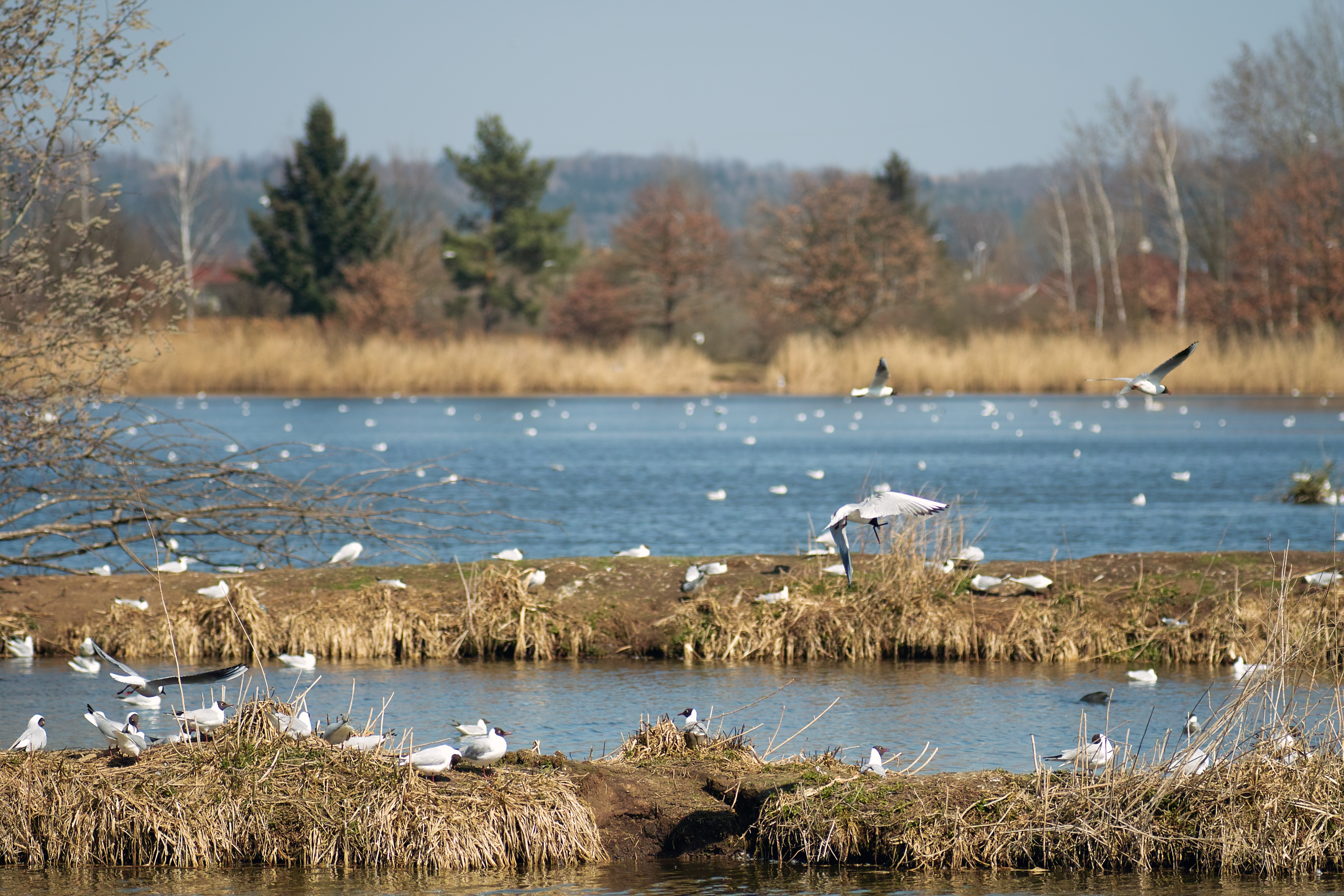
Kolonie racků chechtavých na Vrbenských rybnících

Důvody dramatického úbytku racka chechtavého v Česku se mezi ornitology stále diskutují. V minulosti byl racek chechtavý často viděn jako škodná, což vedlo k jeho aktivnímu pronásledování, typicky prostřednictvím ničení hnízd a sbírání vajec. Rybářům vadilo, že racci konzumují vysoké množství ryb v rybnících, chovatelé bažantů zase racky vinili ze zabíjení bažantích mláďat a početné racčí kolonie měly vliv i na kvalitu vody nádrží s pitnou vodou. Poslední doklad ničení kolonie na území Česka však pochází z roku 1982, čili z úbytku celkové populace nelze vinit pouze aktivní pronásledování v minulosti. K poklesu patrně přispěla intoxikace prostředí cizorodými látkami. Na Chomoutovském jezeře v Litovelském Pomoraví takto v roce 2010 uhynulo kolem 1440 racků chechtavých, kteří zemřeli po intoxikaci rodenticidem. Vedle přímých otrav rackům hrozí i sekundární otravy po požití chemicky ošetřené rostlinné nebo živočišné stravy.
Z dalších faktorů, které se patrně podepsaly na snížení stavů českých racků chechtavých, lze jmenovat vytlačování jinými druhy racků, které původně na Česka létaly jen na zimu, avšak nově zde začaly hnízdit. Dalším důvodem úbytku je patrně zefektivnění a intenzifikace zemědělství, což mělo za následek pokles potravních příležitostí. Racky může ohrožovat i fluktuace rybničních hladin, díky kterým může dojít k zatopení hnízd, při poklesu hladiny zase může vzniknout suchá pěšina pro predátory přirozené (prase divoké (Sus scrofa), liška obecná (Vulpes vulpes), kuna lesní (Martes martes) aj.) i invazivní  (psík mývalovitý (Nyctereutes procyonoides), mýval severní (Procyon lotor) atp.). V Česku se jako nejvhodnější způsob ochrany jeví zachování a ochrana mokřadních biotopů.

## Biologie a chování

### Stanoviště

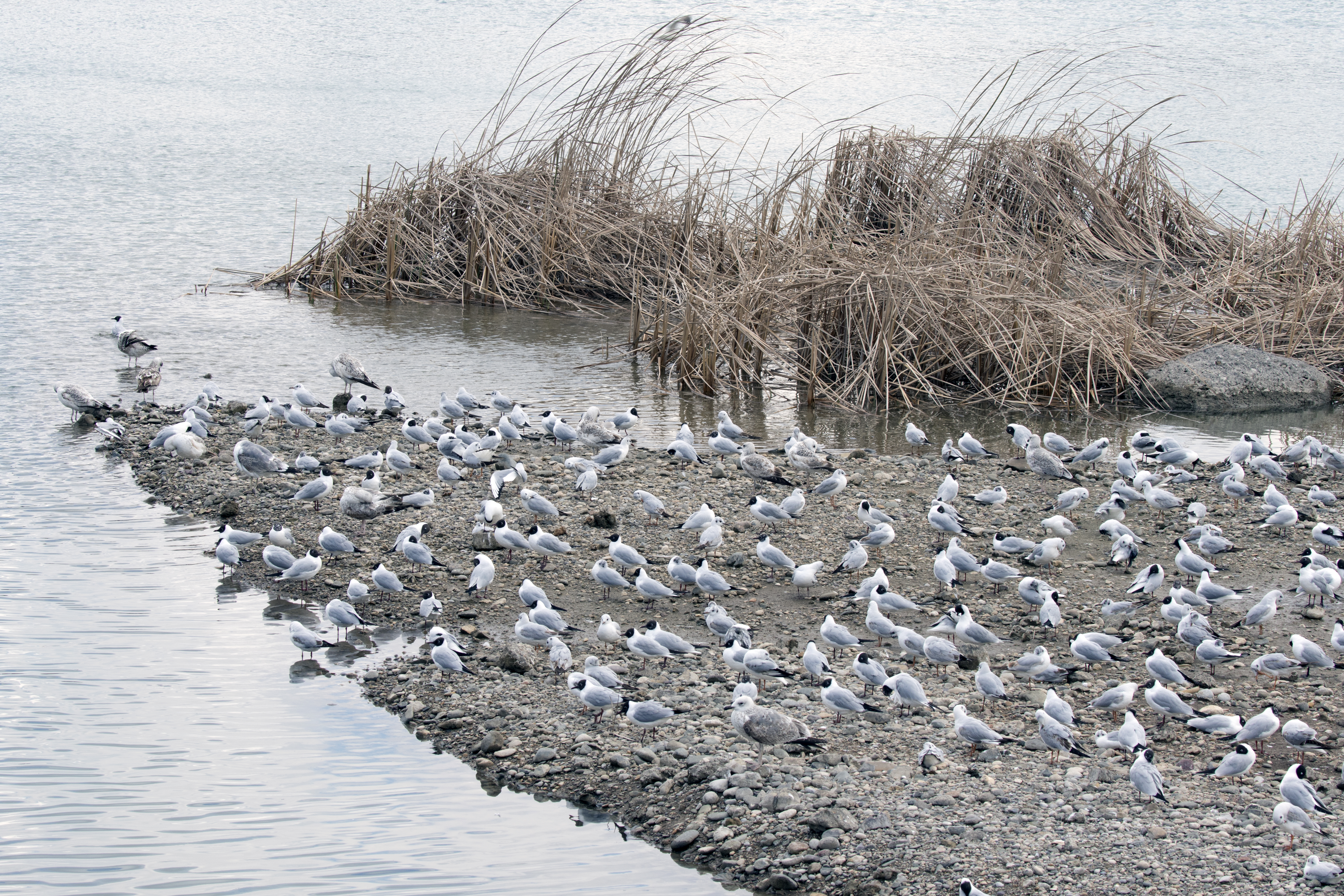
Hejno racků chechtavých v Turecku

Hnízdním stanovištěm druhu jsou nížinaté oblasti vnitrozemí v blízkosti klidných vodních ploch (rybníky, jezera, vodní nádrže, pomalu tekoucí řeky, zálivy aj.) mírného pásu. Hnízdní kolonie mohou být přímo na vodě, avšak často se nachází i v suchozemských biotopech včetně vřesovišť, na plážích nebo dokonce na písečných dunách. Důležitá je pro racky chechtavé hlavně blízkost vegetace, na druhou strany v případě zárůstu kolonie mohou racci svou kolonii zavrhnout. V letech vydatných dešťů mohou racci v některých oblastech zahnízdit v nižších patrech stromů. Hnízdní biotop českých racků chechtavých představují hlavně rybníky s bohatou vodní a břehovou vegetací, dále bažiny a slepá ramena řek. V oblibě má hlavně rybniční ostrůvky s mělkou vodou a vegetací, které chrání hnízdiště před predátory. Zimní habitat utváří hlavně pobřežní oblasti moří a oceánů, poměrně početně však může zimovat i ve vnitrozemí v oblasti příhodných nížinatých vodních ploch.

### Hnízdění

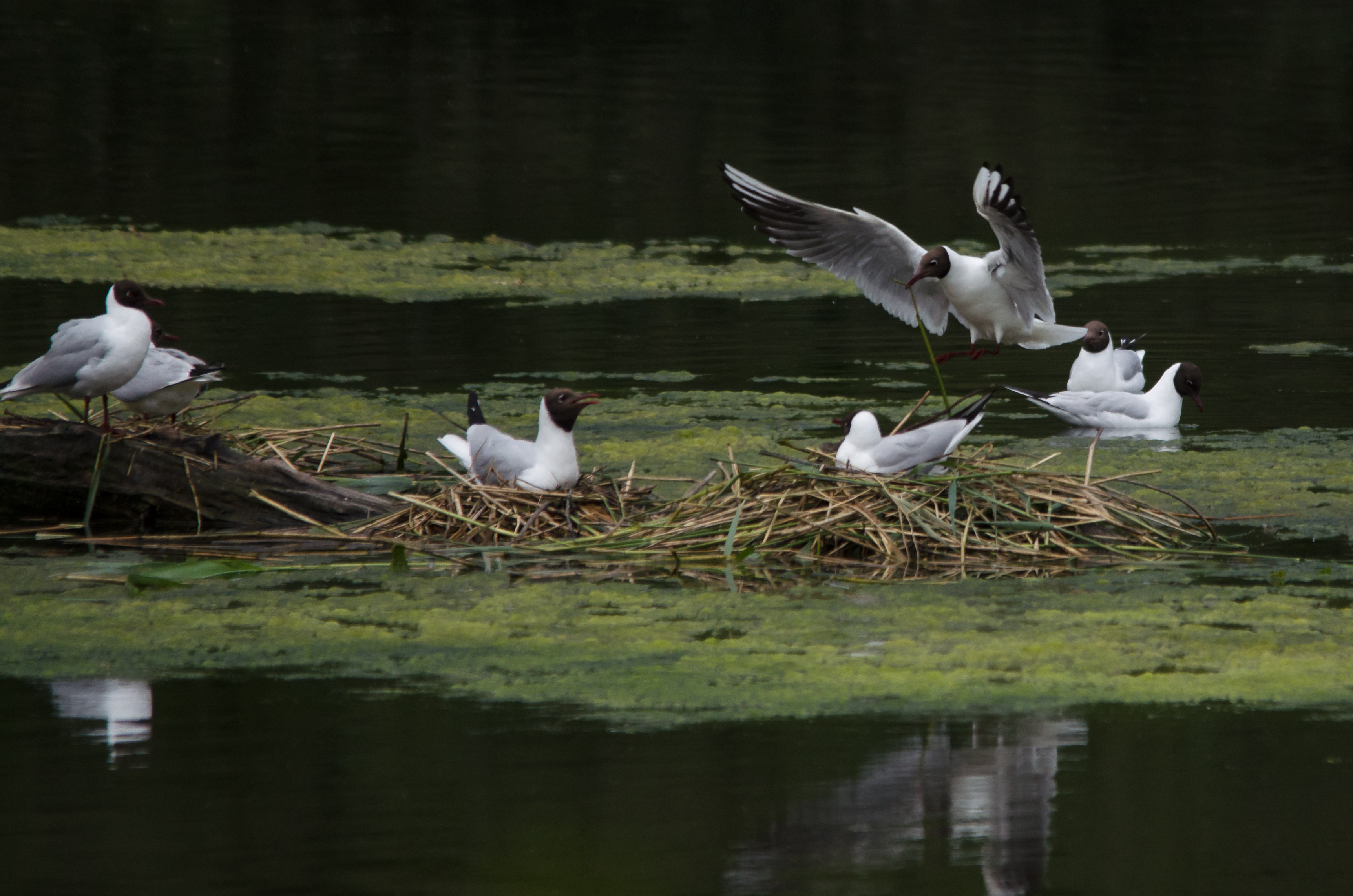
Kolonie racků v Německu

Jedná se o monogamního, koloniálně hnízdícího racka. Partnerské pouto trvá minimálně jedno hnízdní období, nezřídka dojde ke společnému zahnízdění i v dalších letech. Velikost kolonií může být různá, typicky od 10–100 párů, výjimečné jsou kolonie přesahující 10 000 párů. Do kolonií dolétá mezi koncem února a koncem března. Ke kladení vajec dochází od konce dubna do května.
Během toku samec a samice stojí proti sobě s roztaženými ocasy a svěšenými křídly. Samice se dívá do země, přičemž pohybuje zobákem nahoru a dolů. Tok pokračuje postoji vedle sebe, kdy za neustálého pokyvování s nataženými hlavami racci roztahují křídla a ocas za hlasitého volání „kvir-kvir“. Dochází i k úklonům, přešlapování na místě nebo předvádění agrese. K toku dochází většinou na hnízdě nebo v jeho těsné blízkosti, občas jinde v kolonii nebo i mimo ni.

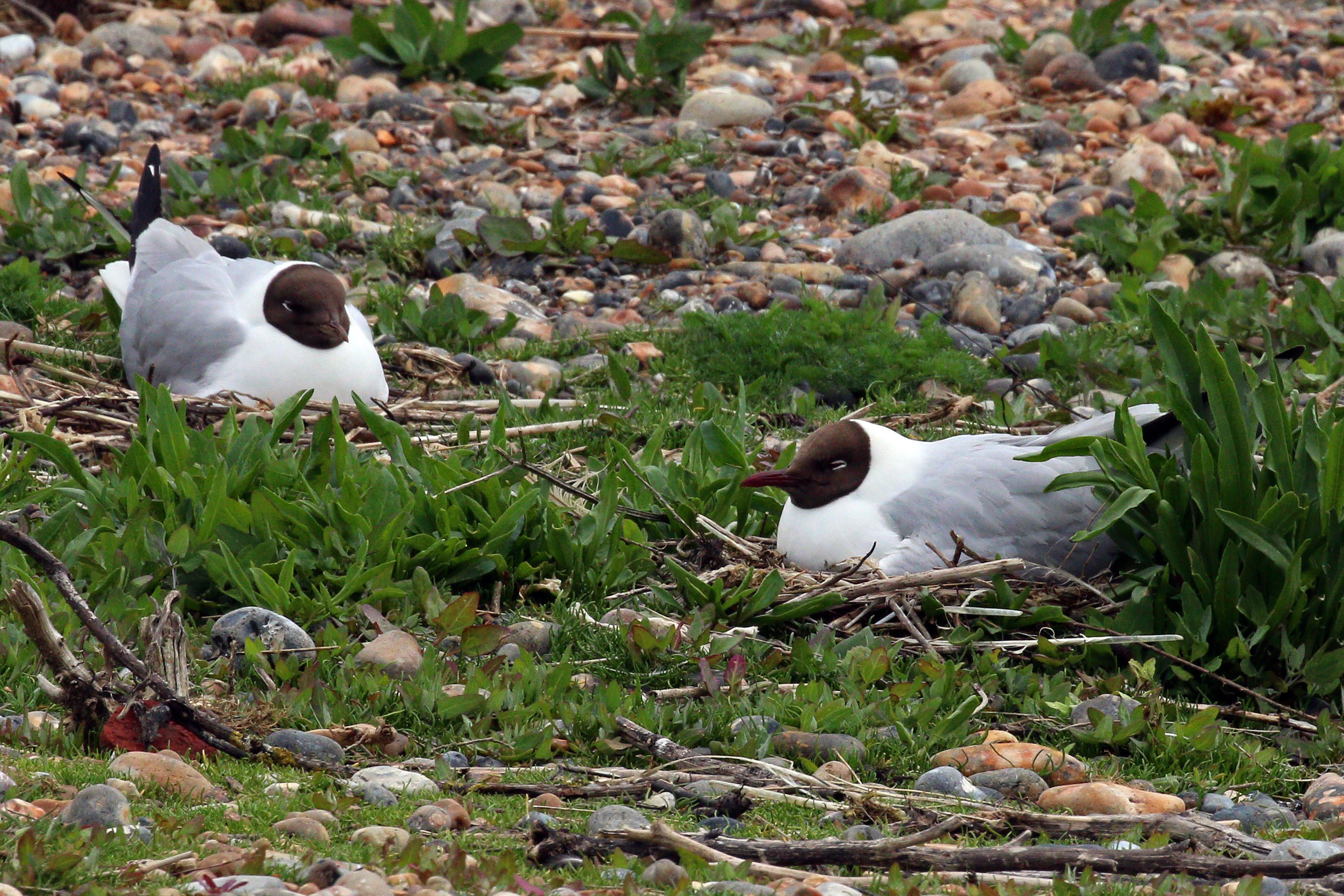
Dvojice racků chechtavých na hnízdě (Anglie)

Na stavbě hnízda z rostlinného materiálu sebraného z okolí hnízda se podílí oba partneři. Vnější průměr hnízda byl v Česku kolem 22 cm (rozptyl 15–36 cm), výška byla 13 cm (3–30 cm) a průměr hnízdní kotlinky byl typicky kolem 12,5 cm (8–19 cm). Středy jednotlivých hnízd bývají vzdáleny od sebe v průměru kolem 1 m, avšak mohou být i dále nebo naopak tak blízko, že se dotýkají. Hnízdo bývá v průběhu hnízdění neustále opravováno. Role partnerů během hnízdění je podobná; oba partneři společně brání hnízdní teritorium (v případě potřeby to zvládne samice i sama), staví hnízdo, inkubují i společně pečují o mláďata. Ke kopulaci dochází nejčastěji zrána do jedné hodiny po východu slunce a hodinu před západem.

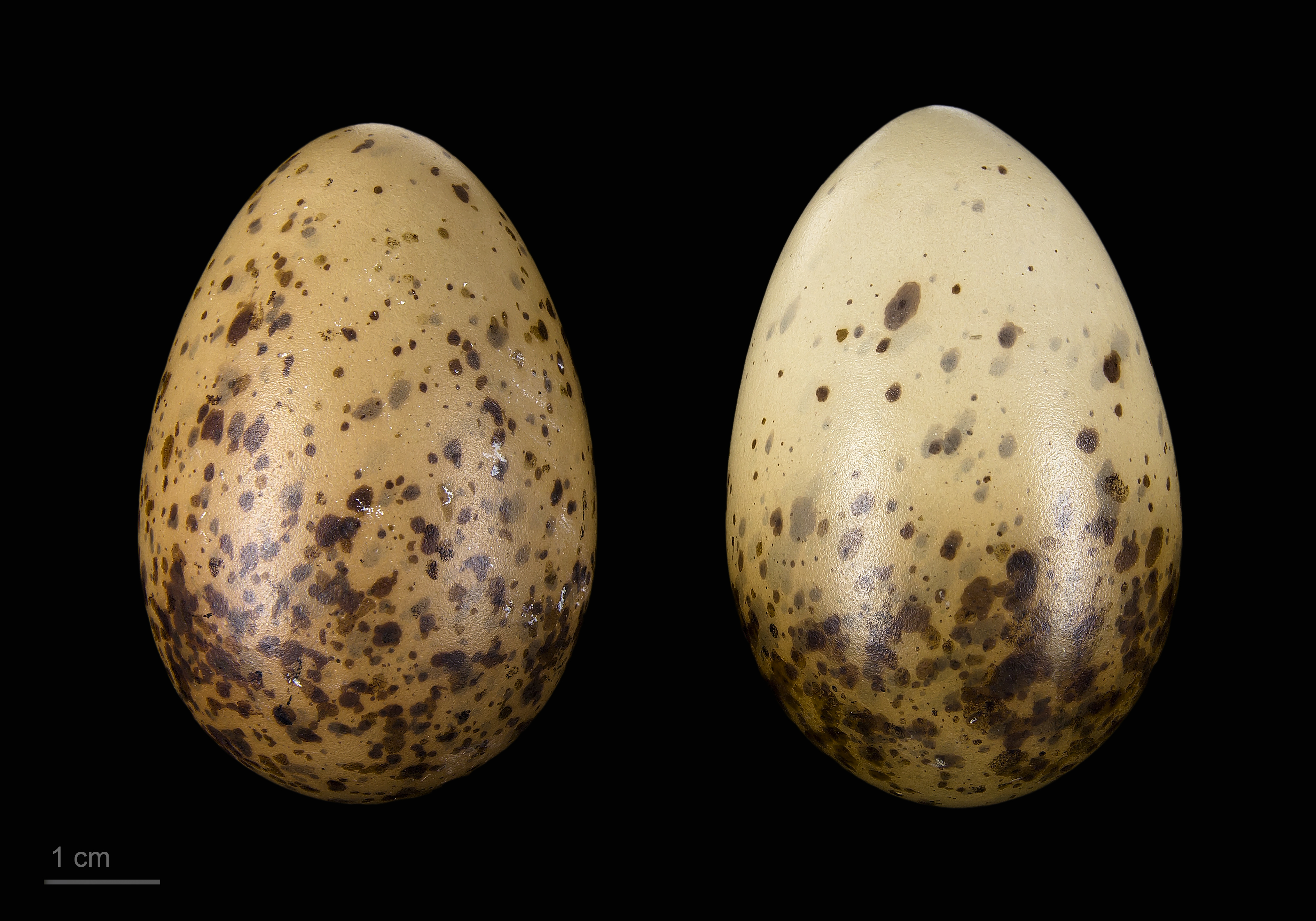
Vejce racka chechtavého

Samice klade 1–3, občas 4 vejce v 1–2 denních intervalech. Vejce má vejčitý tvar, jeho velikost bývá kolem 52×37 mm, hmotnost se pohybuje okolo 33 g. Vejce bývají různě zbarvená, často jsou olivově hnědá s nafialovělými a šedými skvrnami, které jsou překryty černohnědými až černohnědými fleky, které občas mají tvary čárek či křivek. V případě nakladení tří vajec je posledně nakladené vejce typicky nejmenší a ptáče z něj vylíhlé má nejnižší šanci na přežití. Sezení na vejcích začíná po ukončení snůšky, někdy již po nakladení druhého vejce.

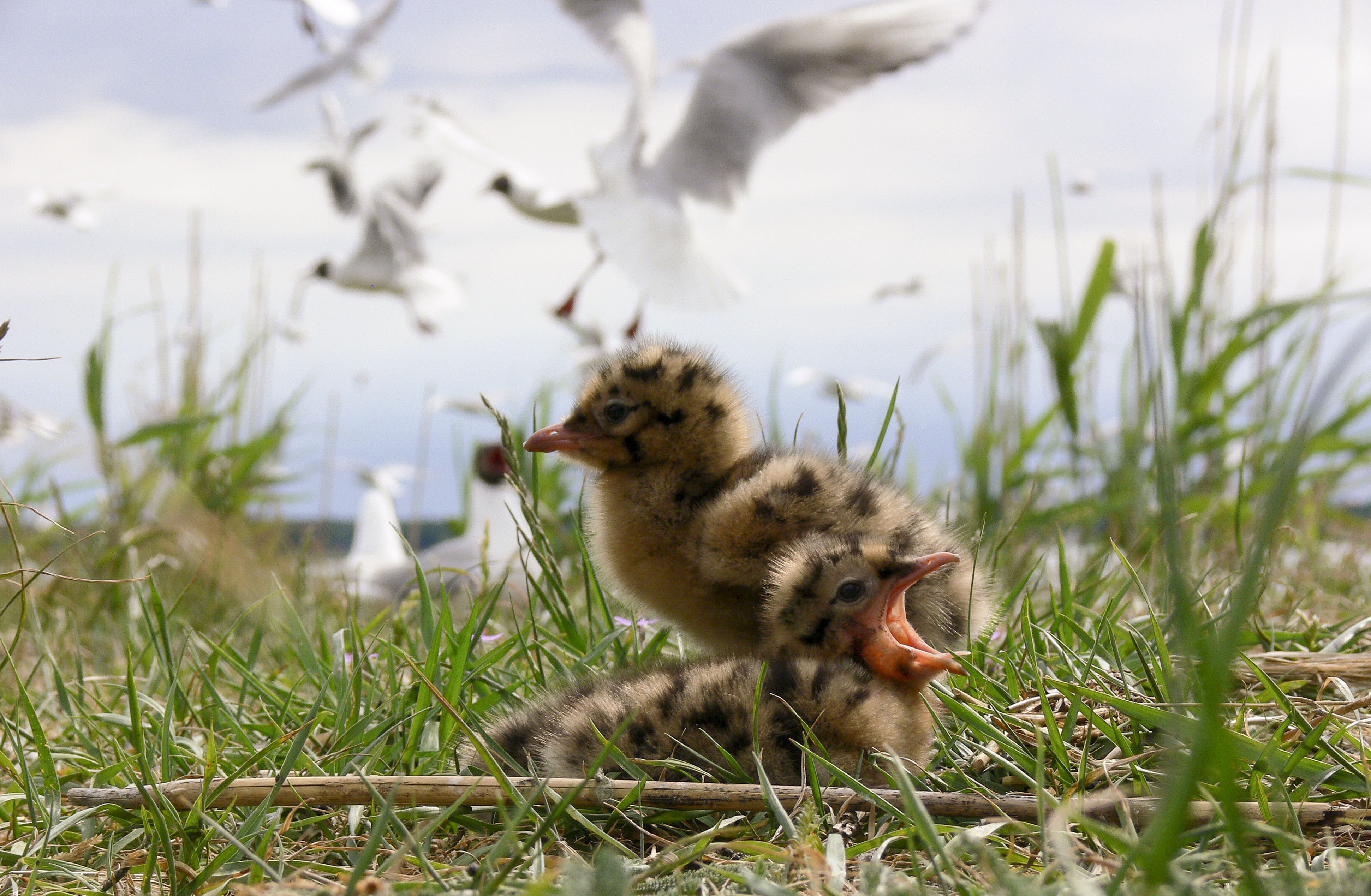
Dvojice čerstvě vyklubaných mláďat (Německo)

Inkubace trvá kolem 22–26 dní. Ptáčata se rodí zrzavě hnědá s výraznými nepravidelnými černými skvrnami na hřbetu a na křídlech a menšími černými skvrnkami na hlavě. Ptáčata jsou schopna opustit hnízdo krátce po vyklubání, avšak hnízdo začínají opouštět až ve věku kolem 10 dnů. Nadále se však zdržují v blízkosti hnízda a po další asi dva týdny jim potravu obstarává hlavně samec, který je krmí buď přímo, nebo potravu předává samici a ta ji podsouvá mláďatům. Ve věku kolem 26–28 dnů dochází k vzletnosti i potravní samostatnosti.

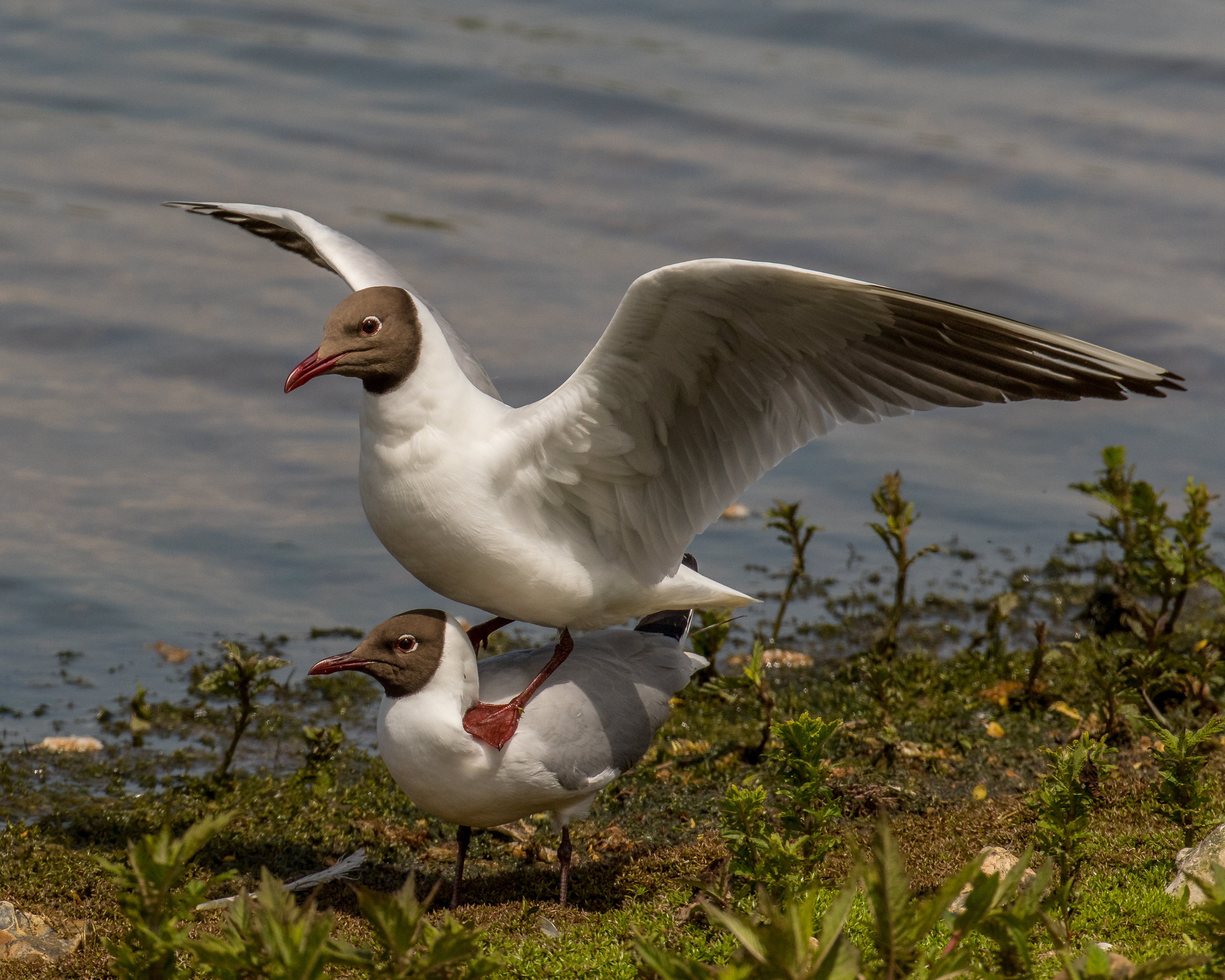
Racci chechtaví při kopulaci

Studie z Polska zaznamenala, že 10–22 % hnízd ve sledovaných koloniích racka chechtavého obsahovalo parazitické vejce téhož druhu. Podobně studie z Česka seznala, že zhruba 10 % hnízd podléhá vnitrodruhovému parazitismu. Podle jiné studie z Česka je extra párová paternita u racků chechtavých hojně rozšířena (zaznamenána ve 33 % snůšek), nicméně výzkum z Polska nenalezl u tamějších racků žádný případ mimopárového otcovství.
Na hnízdní úspěšnost má vliv predace, výkyvy počasí, vzájemné zašlapování hnízd s vejci i mláďaty, a v případě zahnízdění na vodě i kolísání vodní hladiny. Podobně jako u řady dalších koloniálně hnízdících ptáků, i u racků chechtavých bylo vypozorováno, že čím blíže ke středu kolonie racci hnízdí, tím jsou jejich vejce větší a šance na vyklubání mláďat bývá vyšší. Racek chechtavý se vyznačuje vysokou filopatrií, tzn. je vysoce věrný svému rodišti, do kterého se navrací zahnízdit. Poprvé zahnizďuje ve druhém roce života. V roce 2014 měl nejstarší známý jedinec 33 let.

### Interakce s jinými druhy

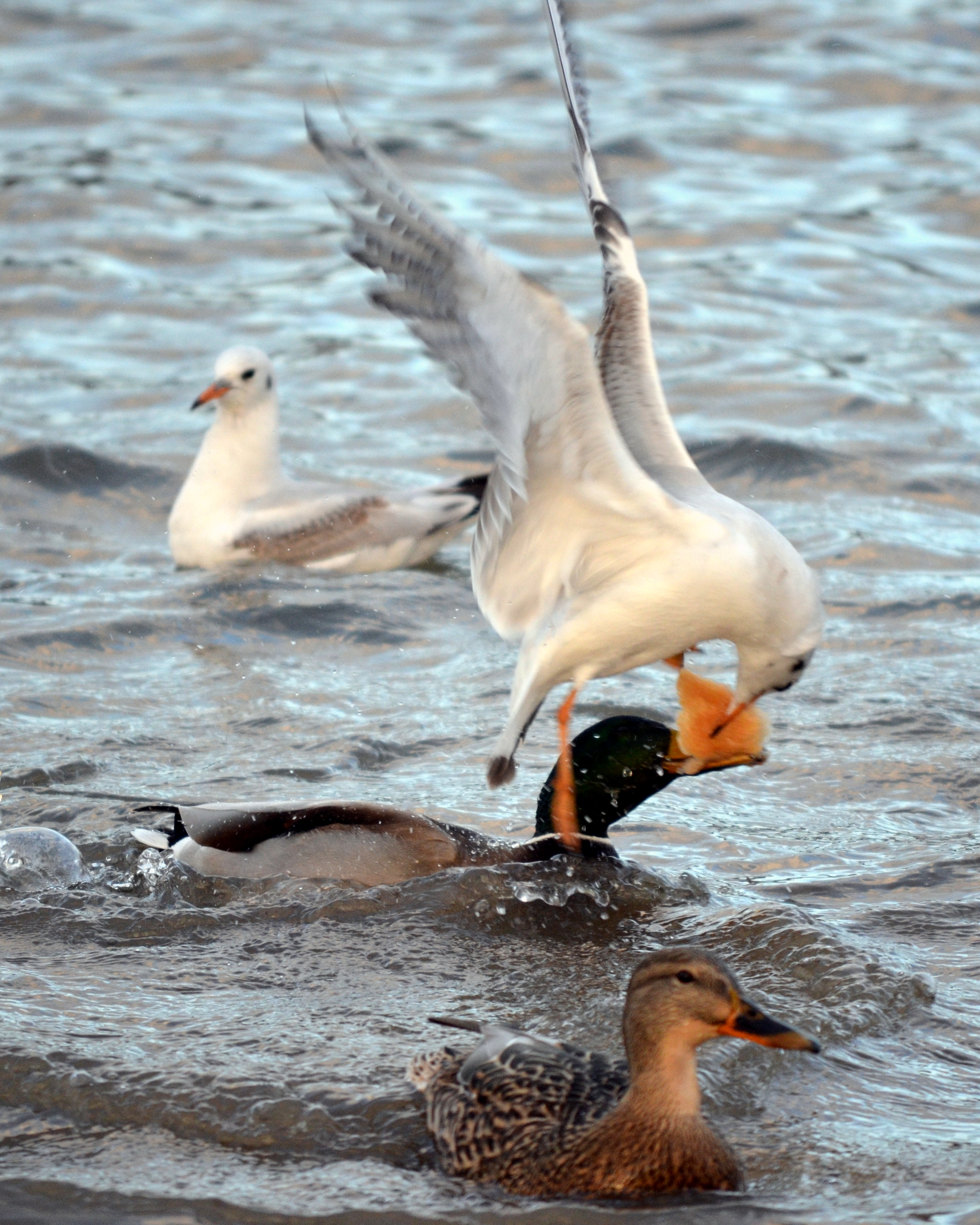
Racek chechtavý při kradení potravy kachně divoké

Racek chechtavý je spojován s mnoha jinými druhy vodních ptáků, kteří s oblibou využívají ochrany v podobě vysoké bdělosti a agresivního chování racků chechtavých v koloniích. K těmto ptákům patří např. polák velký (Aythya ferina), u něhož bylo experimenty prokázáno, že při hnízdění v blízkosti racků chechtavých je predace jeho hnízd nižší ve srovnání s hnízdišti nacházejícími se mimo racčí kolonie. Dalším příkladem z českého prostředí může být potápka černokrká, jejíž zbytková hnízdní populace v jižních Čechách se nachází takřka vždy v koloniích racků chechtavých. Úbytek racků chechtavých na českém území dokonce bývá uváděn jako jeden z faktorů populačního ústupu potápky černokrké.
Z dalších ptáků zakládajících hnízdiště v koloniích racků chechtavých je rybák severní (Thalasseus sandvicensis). Studie z Nizozemska ukázala, že kolem 30 % potravy, kterou si rybáci severní přinášeli do kolonie, byla uloupena racky chechtavými, v jejichž těsné blízkosti rybáci záměrně hnízdili. Z hlediska evoluční teorie je tedy ochranný aspekt blízkosti kolonie racků chechtavých pro rybáky natolik výhodný, že jim stojí za 30 % ukradeného jídla. V Polsku byla úspěšnost líhnutí a přežití mláďat v koloniích rybáků obecných (Sterna hirundo) hnízdících v těsné blízkosti kolonie racků chechtavých až dvakrát vyšší než u kolonie rybáků vzdálené několik set metrů od kolonie racků.

Racek chechtavý může výjimečně zahnízdit i s jinými druhy racků, jako je racek černohlavý (Ichthyaetus melanocephalus). Takové smíšené páry byly zaznamenány i v Česku. Patrně vznikají v případě, kdy je samec racka černohlavého v toku a nemá k dispozici samici téhož druhu. Racek chechtavý může zahnízdit i s rackem delawarským (Larus delawarensis) nebo rackem bouřním (Larus canus).
K parazitům racka chechtavého patří různé druhy motolic, tasemnic a hlístic. K predátorům se řadí řada druhů šelem (vedle již zmíněných to je např. lasice hranostaj (Mustela erminea)), draví ptáci (jestřábi, sokol stěhovavý (Falco peregrinus)) i další druhy ptáků jako racek stříbřitý (Larus argentatus), racek žlutonohý (Larus fuscus), lyska černá (Fulica atra), ústřičník velký (Haematopus ostralegus) nebo vrána černá (Corvus corone).

### Hlas
Racek chechtavý patří k hlasitým dlouhokřídlým ptákům. Nejčastěji se ozývá chraptivým „krijé-krijé“ nebo „kvép, kvép“, při kterém má racek široce roztažený zobák. Tento hlasitý projev připomíná chechtání, čemuž racek vděčí za své druhové jméno. K dalším běžným voláním se řadí krátké a ostré „kek“ nebo „kikikik“. V případě vniku narušitele do kolonie se racek chechtavý ozývá varovným pronikavým „kverr, kverr“, při kterém podniká opakované nálety na vetřelce, nicméně k fyzickému kontaktu dochází jen vzácně. V oblasti zimovišť racek využívá zcela jiná volání jako „quaquaqua...“ nebo „kekekek...“.

### Potrava
Živí se různými druhy vodního a suchozemského hmyzu, žížalami i mořskými bezobratlými živočichy (červy, měkkýši, korýši aj.). Občas může ulovit i rybu nebo sezobnout různé druhy obilnin. Krmí se při plavání na vodě, avšak kořist umí sebrat i z povrchu vodní hladiny během letu, kdy pod vodu může zanořit i celou hlavu. V pobřežních oblastech prochází okraje vodních ploch a z měkkého substrátu pod sebou vyzobává krevety a červy. Občas si může pomoct s jejich vyhrabáním i nohama. Na moři může pronásledovat lodě a krmit se na zbytcích potravy vhozených do moře. Může se uchylovat ke kleptoparazitismu, který praktikuje mj. na rybácích. Rybákům severním může sežrat i vejce. Během zimy jsou některé populace racků chechtavých hlavně v západní Evropě závislé na potravě z lidských obydlí (smetiště aj.).

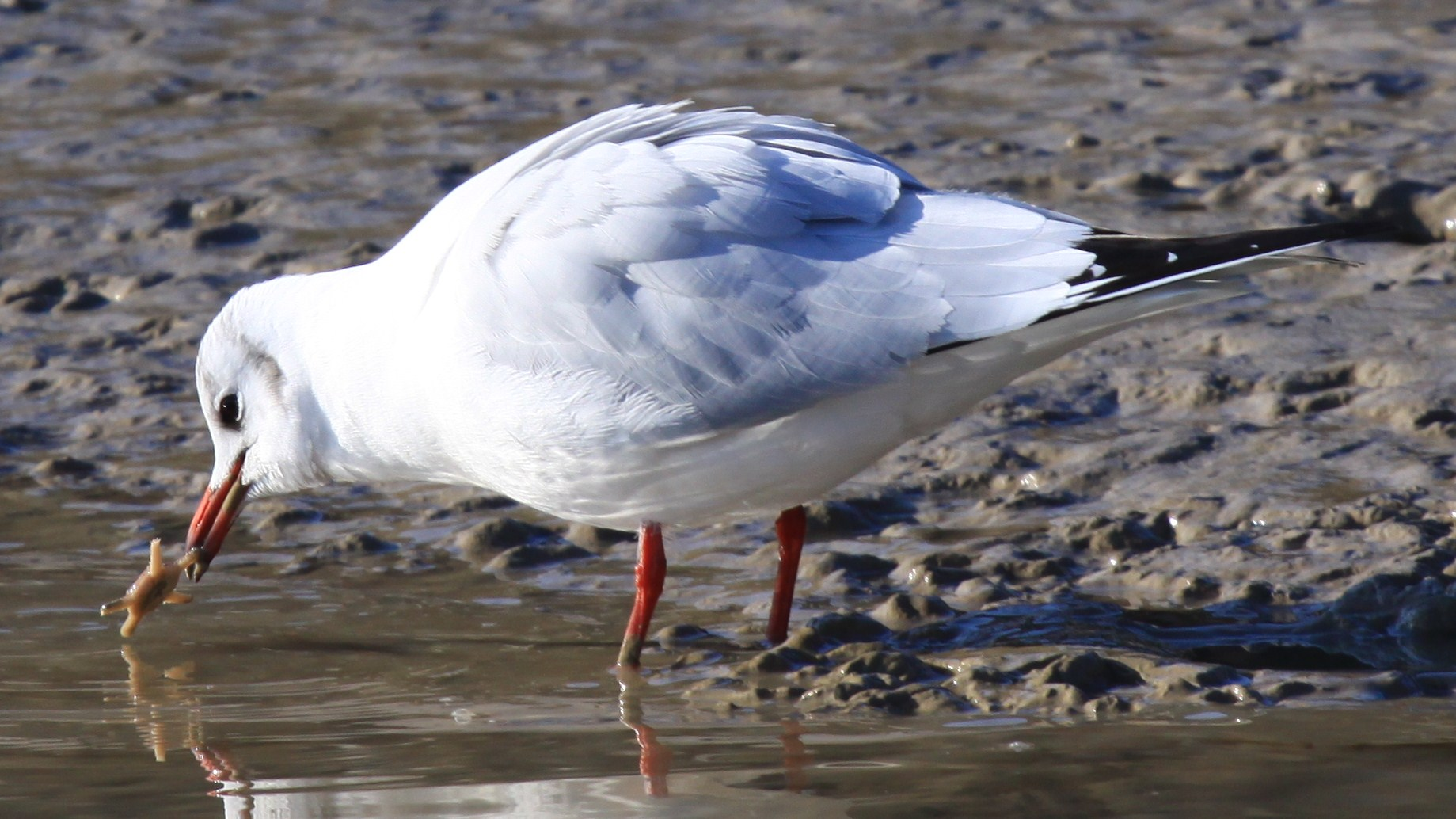
Racek chechtavý při sběru potravy (Francie)

Jedná se o potravního generalistu, který jednoduše preferuje potravu, která je mu nejblíže dostupná. Terénní výzkum z Polska ukázal, že tamější racci z koloniích na venkově podnikali mnohem delší lety (typicky 8–12 km, až 27 km) za potravou, než racci z kolonií v městském prostředí (kolem 5 km, nejdále až 17 km). Kratší lety přitom prováděli jedinci, kteří se specializovali na krmení v určitých biotopech, zatímco racci s větším záběrem vykonávali lety delší. Byl pozorován racek chechtavý při shazování škeble z letu na zem, čímž se patrně chtěl dostat k masu uvnitř škeble. Takovýto způsob získávání potravy je běžný u některých jiných druhů ptáků, avšak ne u racka chechtavého.

## Vztah k lidem

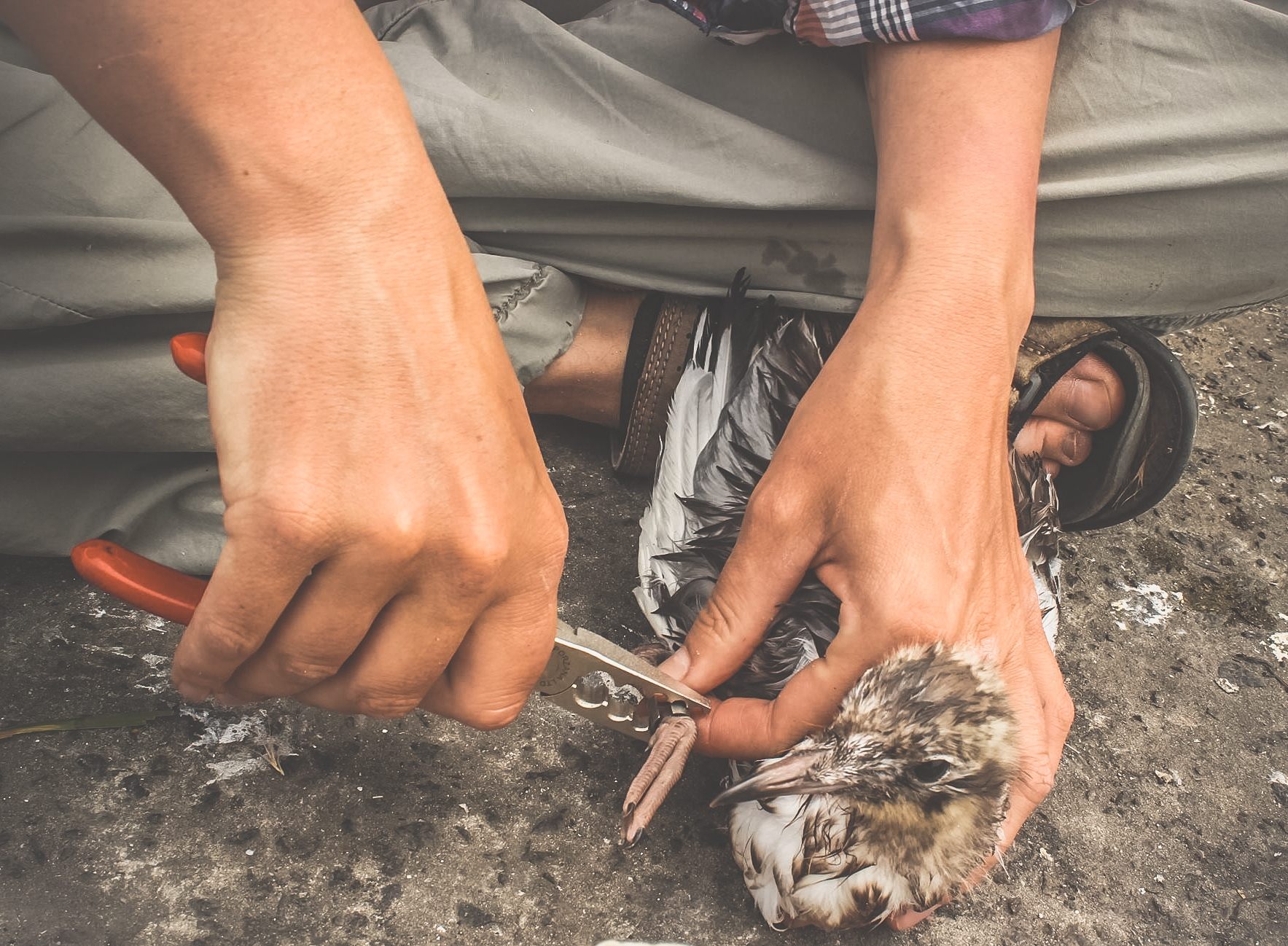
Kroužkování racka chechtavého na Ukrajině

Racek chechtavý se objevuje v románu Daleká cesta za domovem, nejúspěšnější knihy britského spisovatele Richarda Adamse, kde vystupuje jako postava Kejhal (v originále Kehaar). Kejhal byl zraněn farmářskou kočkou, takže zmeškal tah na jih. Ujali se ho místní králíci, kteří ho přijali za svého, a Kejhal jim to poté oplatil tím, že jejich kolonii mnohokrát zachránil před nebezpečím. Kejhalovy instinkty ho nakonec přiměly vrátit se ke svému hejnu, avšak králíkům slíbil, že je bude navštěvovat každou zimu. Adams se snažil, aby vlastnosti jeho postav reflektovaly vlastnosti druhů, které představují. Kejhal je tak značně společenský, inteligentní, avšak hlučný, netrpělivý a nepořádný. Kejhal, resp. Kehaar, se objevil i v animovaných zpracováních románu, a sice filmech Daleká cesta za domovem z roku 1978, kde Kejhala daboval Zero Mostel, stejnojmenném seriálu z roku 1999, kde Kejhalovi propůjčil svůj hlas Rik Mayall, a minisérii z roku 2018, kde Kejhalův hlas nadaboval Peter Capaldi.
V roce 2008 Česká společností ornitologická vyhlásila racka chechtavého ptákem roku. Jedná se o oficiálního ptáka Tokia.